# Aethiopis
Aethiopis  è una caratteristica di albedo della superficie di Marte.